# Liste des édifices labellisés « Architecture contemporaine remarquable » du Calvados
Cet article recense les édifices labellisés « Architecture contemporaine remarquable » du Calvados, en France.
Le label « Architecture contemporaine remarquable » remplace depuis 2016 l'ancien label « Patrimoine du XXe siècle ». Il ne prend en compte que des édifices de moins de 100 ans à la date de labellisation, et qui ne sont pas protégés comme monuments historiques.
Au début 2024, le Calvados compte 12 édifices ainsi labellisés.

## Liste
| Monument                                                               | Commune                | Adresse                                                                         | Coordonnées                        | Notice     | Date | Illustration                                |
| ---------------------------------------------------------------------- | ---------------------- | ------------------------------------------------------------------------------- | ---------------------------------- | ---------- | ---- | ------------------------------------------- |
| Église Saint-Nicolas                                                   | Aurseulles             | Rue de Bayeux, Anctoville                                                       | 49° 06′ 20″ nord, 0° 42′ 23″ ouest | ACR0000821 | 2002 | Église Saint-Nicolas                        |
| Église Saint-Paul                                                      | Caen                   | 23 place Saint-Paul                                                             | 49° 11′ 12″ nord, 0° 23′ 23″ ouest | ACR0000823 | 2004 | Église Saint-Paul                           |
| Bureau de poste                                                        | Deauville              | 20 bis rue Robert-Fossorier                                                     | 49° 21′ 34″ nord, 0° 04′ 28″ est   | ACR0000824 | 2006 | Bureau de poste                             |
| Chapelle Notre-Dame-de-la-Paix de la Brèche                            | Hermanville-sur-Mer    |                                                                                 | 49° 16′ 40″ nord, 0° 21′ 03″ ouest | ACR0000826 | 2004 | Chapelle Notre-Dame-de-la-Paix de la Brèche |
| Citadelle Douce et ses abords                                          | Hérouville-Saint-Clair | Place François-Mitterrand Avenue de la Grande-Cavée Esplanade François-Rabelais | 49° 12′ 11″ nord, 0° 19′ 59″ ouest | ACR0000827 | 2007 | Citadelle Douce et ses abords               |
| Château d'eau                                                          | Lisieux                | Avenue Georges-Duval                                                            | 49° 08′ 43″ nord, 0° 15′ 59″ est   | ACR0000828 | 2006 | Image manquante Téléverser                  |
| Église Saint-François-Xavier                                           | Lisieux                | Avenue du Maréchal-Lyautey                                                      | 49° 08′ 33″ nord, 0° 14′ 37″ est   | ACR0000829 | 2004 | Image manquante Téléverser                  |
| Garage Jonquard (actuellement magasins de commerce et station-service) | Lisieux                | 61 boulevard Sainte-Anne                                                        | 49° 08′ 37″ nord, 0° 13′ 18″ est   | ACR0000830 | 2006 | Image manquante Téléverser                  |
| Église Saint-Samson                                                    | Les Monts d'Aunay      | Place de l'Église, Aunay-sur-Odon                                               | 49° 01′ 12″ nord, 0° 38′ 02″ ouest | ACR0000822 | 2004 | Église Saint-Samson                         |
| Église Saint-Paterne                                                   | Saint-Pair             | Route d'Argences                                                                | 49° 10′ 07″ nord, 0° 11′ 07″ ouest | ACR0000832 | 2002 | Église Saint-Paterne                        |
| Église de l'Assomption-Notre-Dame                                      | Val d'Arry             | Rue des Lilas, Noyers-Bocage                                                    | 49° 07′ 13″ nord, 0° 34′ 12″ ouest | ACR0000831 | 2002 | Image manquante Téléverser                  |
| Église Saint-Martin                                                    | Villers-Bocage         | Place du Maréchal-Leclerc                                                       | 49° 04′ 51″ nord, 0° 39′ 20″ ouest | ACR0000833 | 2004 | Église Saint-Martin                         |